# Зенджан (остан)
Зенджа́н (перс. زنجان‎ Zanjân; азерб. Zəncan) — остан на северо-западе Ирана. Административный центр — город Зенджан. Площадь остана — 21 773 км². Население — 1 015 734 человек (2006), большинство азербайджанцы. Провинция Зенджан, хотя и не является административной частью Иранского Азербайджана, однако с точки зрения культуры считается его восточной границей ввиду преобладающего азербайджанского населения.

## Административное деление
Провинция делится на 7 шахрестанов:
1. Абхар
2. Иджруд
3. Ходабенде
4. Хоррамдарре
5. Зенджан
6. Таром
7. Махнешан

## Экономика
Остан Зенджан знаменит своим виноградом без косточек. Благодаря своему географическому и стратегическому положению остан является одним из индустриальных центров Ирана. Остан расположен в 330 км к северо-западу от Тегерана и связан с ним автодорогой.

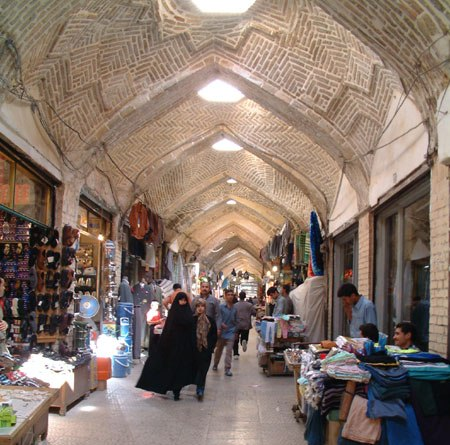
Зенджанский базар, построенный в эпоху Сефевидов